# Trioza solani
Trioza solani är en insektsart som först beskrevs av Rnbsaamen 1908.  Trioza solani ingår i släktet Trioza och familjen spetsbladloppor. Inga underarter finns listade i Catalogue of Life.